# 莊陔蘭
莊陔蘭（1870年—1946年），字心如，號春亭，山东莒州（今莒南县）大店镇大店人。

## 生平
光绪三十年（1904年）甲辰末科殿试，中二甲第十四名进士，選庶吉士，散館授翰林院编修，诰封朝议大夫。

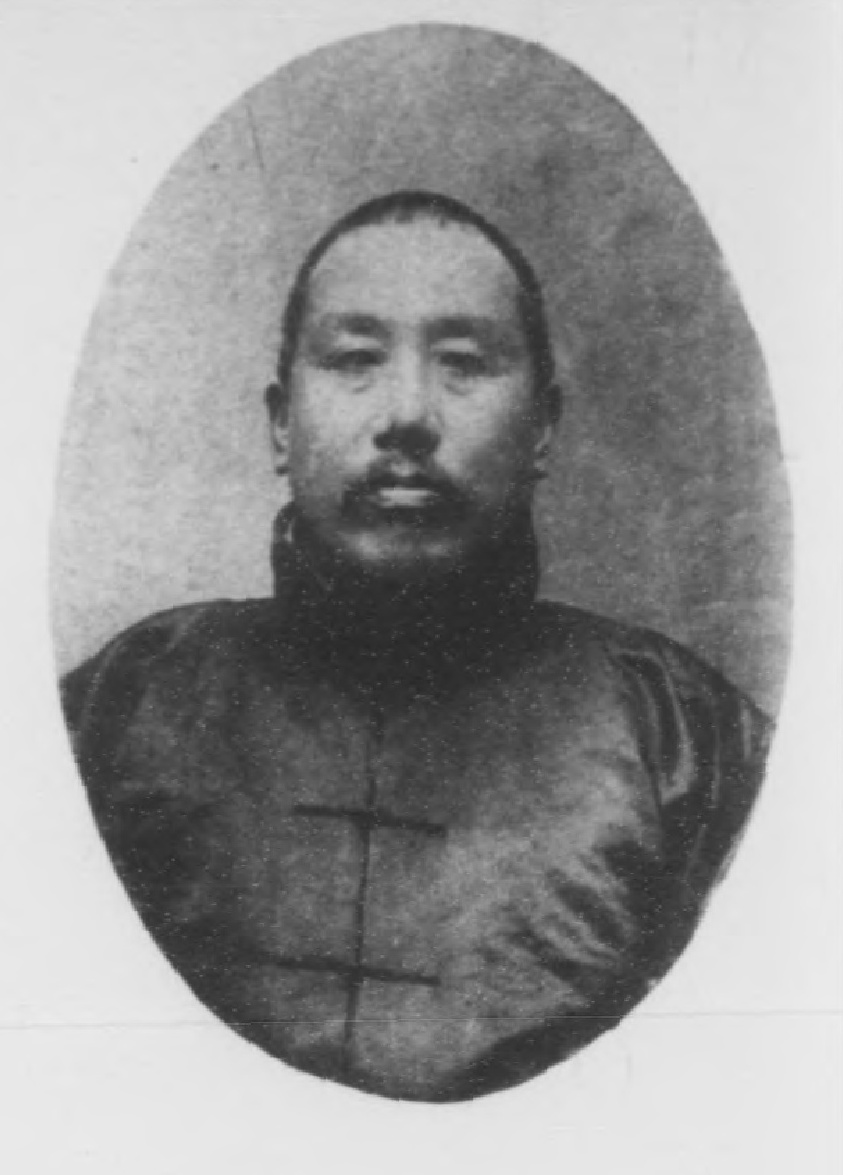

民国三年（1914年）后，任山东省民政长官公署总务厅厅长、山东省议会议长、国会参议员。民国二十三年（1934年）春任《重修莒志》总纂。两年后担任孔子七十七代孙孔德成教师，1946年在曲阜病故。工书法，代表作为颜体《重修定林寺碑》。